# Valle d'Aosta
Valle d'Aosta (în traducere liberă, Valea Aostei, în franceză Vallée d'Aoste) este o regiune autonomă din Italia. Are o singură provincie: Aosta. Limbile oficiale ale provinciei sunt franceza și italiana.

## Geografie
„Valea Aosta” este cea mai mică regiune din Italia, fiind mărginită la nord de cantonul Wallis, Elveția, la vest de „Rhônes-Alpes”, Franța, iar la sud de regiunea Piemont (provinciile Turin, Biella și Vercelli). Regiunea cuprinde Valea Dora Baltea (fr. Doire Baltée) cu văile adiacente din Alpi și Parcul Național Gran-Paradiso. La granița de vest se află masivul Mont Blanc (it. Monte Bianco) (4.810 m) și Monte Rosa (it. Mont Rose) (4.633 m). Din punct de vedere admininistrativ este subîmpărțită în 79 de comune  (it. Comunità montane, fr. Communautés de montagne): Validigne Mont Blanc, Grand Paradis, Grand Combin, Mont Emilius, Monte Cervino, Evancon, Monte Rosa, Walser Alta Valle del Lys. In perioada fascistă a lui Mussolini toate denumirile localităților au fost italienizate.
| Comuna (2005)     | Locuitori |
| ----------------- | --------- |
| Aosta/Aoste       | 34.431    |
| Saint-Vincent     | 4.844     |
| Châtillon         | 4.815     |
| Sarre             | 4.460     |
| Pont-Saint-Martin | 3.935     |
| Quart             | 3.248     |
| Saint-Christophe  | 3.127     |
| Gressan           | 2.990     |
| Courmayeur        | 2.986     |
| Saint-Pierre      | 2.796     |
| Nus               | 2.727     |
| Donnas            | 2.692     |
| Verres            | 2.629     |
| Charvensod        | 2.335     |
| Valtournenche     | 2.173     |

1. ↑   (PDF) https://presidenza.governo.it/governoinforma/documenti/province_cittametropolitane.pdf Lipsește sau este vid: |title= (ajutor)